# Narodowo-Socjalistyczna Partia Robotnicza

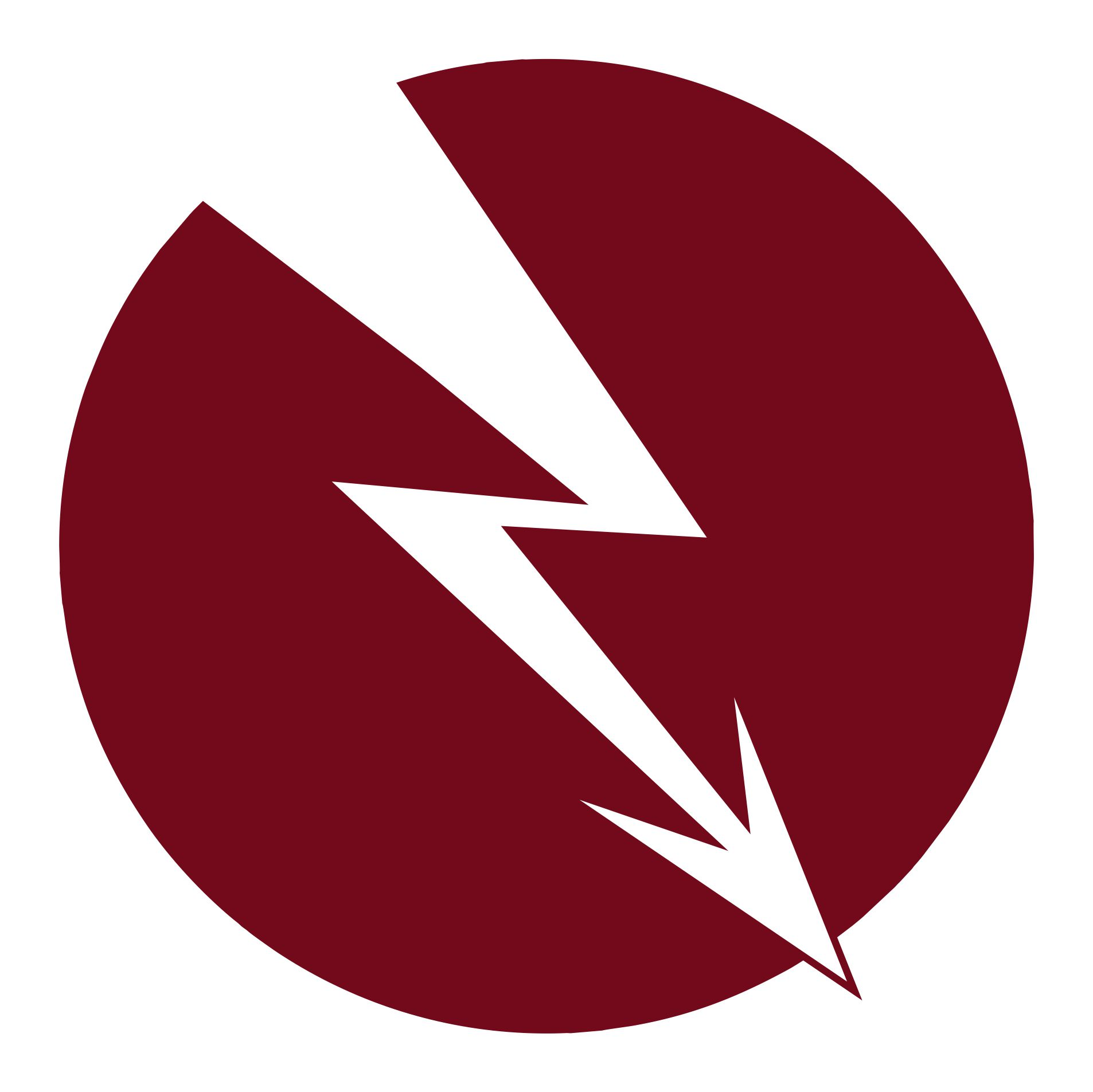
Symbol NSPR

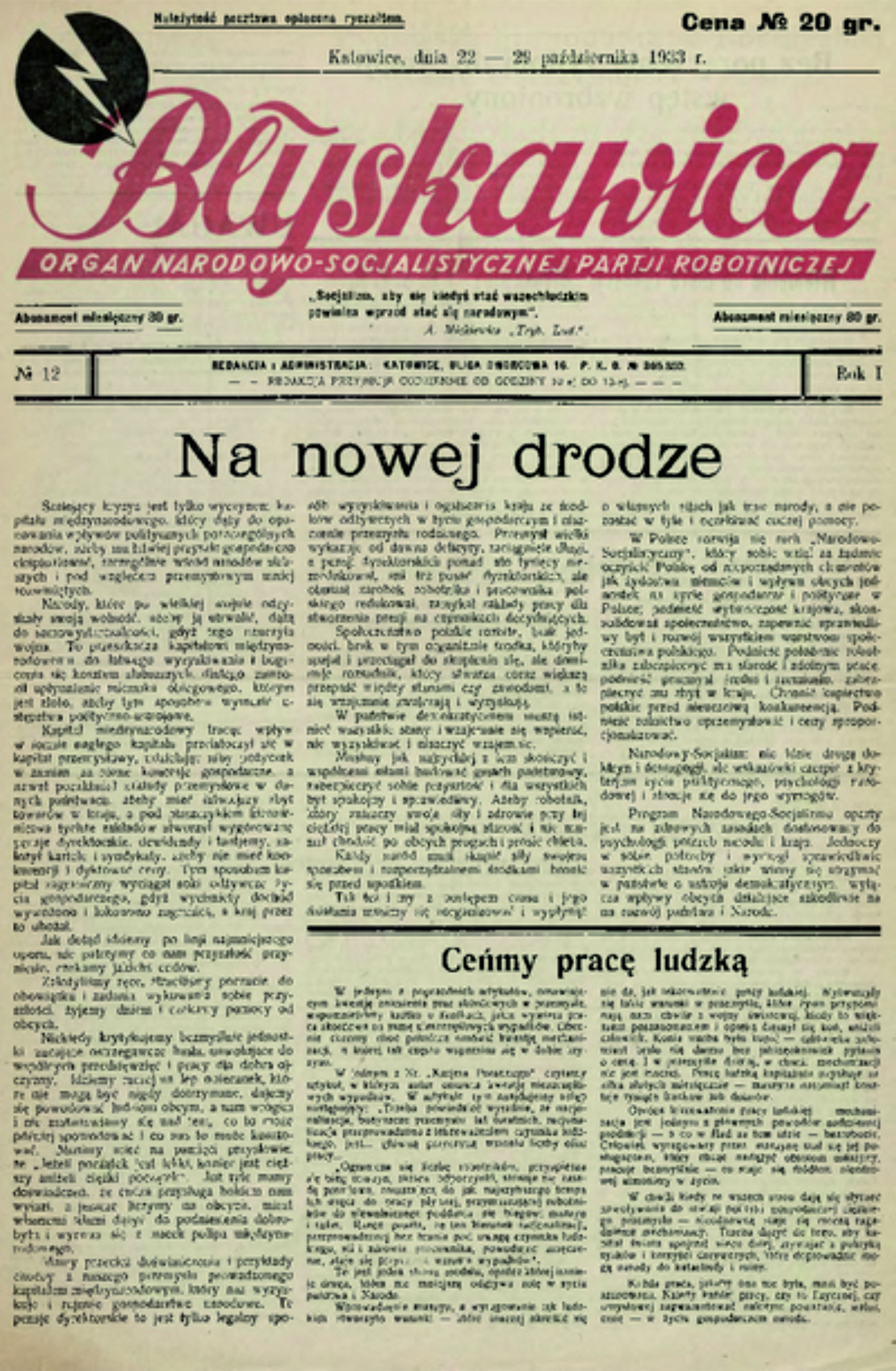
Gazeta wydawana przez NSPR - frakcje Józefa Grałły

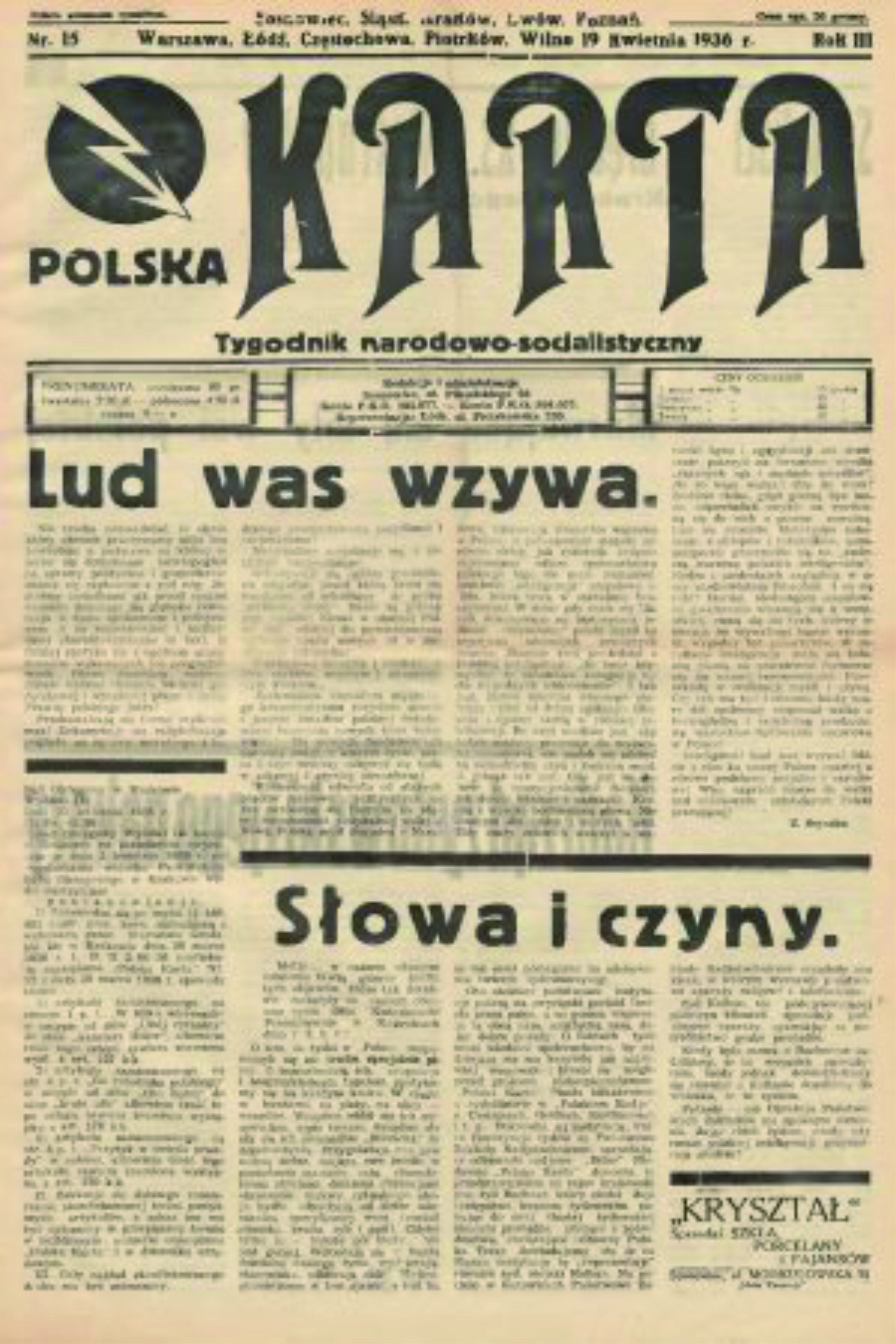
Polska karta wydawana przez frakcje Wacława Kozielskiego.

Narodowo-Socjalistyczna Partia Robotnicza – polska partia narodowosocjalistyczna powstała w drugiej połowie 1933 roku. Wodzem partii  był Wacław Kozielski, były członek zarządu okręgowego Stronnictwa Narodowego w województwie kieleckim, wyrzucony zeń za radykalizm. Udało mu się zwerbować do NSPR kilku działaczy Obozu Wielkiej Polski. Do NSPR przyłączyły się dwie partie o zbliżonym profilu ideologicznym, Niezależna Partia Narodowych Socjalistów i Stronnictwo Narodowo-Socjalistyczne.
We wrześniu 1933 r. w NSPR doszło do rozłamu na frakcje Kozielskiego (centrala w Sosnowcu, pismo „Jedna Karta”) i Józefa Grałły (centrala w Katowicach, pismo „Błyskawica”). Partię rozwiązano 13 czerwca 1934 roku. Początkowo ugrupowanie zgłosiło akces do Obozu Narodowo-Radykalnego. W 1935 r. frakcja Kozielskiego założyła Narodowo-Socjalistyczną Partię Miast i Wsi, która przetrwała do 1939 r. Zwolennicy Grałły tworzyli Narodowo-Społeczną Partię Radykalną (1934-1935), Polską Partię Faszystowską (1935-1938) i Narodową Partię Społeczną (1937-1938). Jeszcze inna grupa byłych członków NSPR utworzyła Narodowy Front Chłopsko-Robotniczy.
Pod względem ideologicznym program NSPR stanowił imitację (choć utrzymywał antyniemieckie stanowisko). Frakcja Kozielskiego stanowiła radykalne społecznie skrzydło ruchu. Członkami partii mogli być wyłącznie chrześcijanie o jednoznacznie „aryjskich korzeniach”. Głoszono poglądy antymarksistowskie i antysemickie. Broniono chrześcijaństwa przed antyklerykalizmem, jednak nie wykazywano zainteresowania integrystycznym katolicyzmem. Zamiast tego szanowano wszystkie denominacje.

## Literatura
- Olgierd Grott – Faszyści i narodowi socjaliści w Polsce, Krakow 2007, ISBN 978-83-60490-19-8
- Jarosław Tomasiewicz, Rewolucja Narodowa. Nacjonalistyczne koncepcje rewolucji społecznej w Drugiej Rzeczypospolitej, Warszawa 2012, ISBN 978-83-64125-01-0, s. 169-180